# Борозниста райка каролінська
Борозниста райка каролінська (Gastrophryne carolinensis) — вид земноводних з роду Борозниста райка родини Карликові райки.

## Опис
Загальна довжина сягає 3—3,8 см. Спостерігається статевий диморфізм: самиці дещо більші за самця. Голова коротка, товста, морда трохи витягнута й загострена. Очі помірного розміру. Має яйцеподібну форму тіла. Забарвлення спини коливається від сірого або бежевого до зеленого, має білі і чорні плями на кшталт борозен.

## Спосіб життя
Полюбляє болота, заплави, сосново-дубові нагір'я, ліси біля морського узбережжя, піщані ґрунти, галявини, струмки та невеликі річки. Це доволі моторна амфібія. Веде сутінковий спосіб життя. День проводить у норах або під гниючими деревами. Вночі полює переважно на жуків, мурах, термітів, дрібних равликів, кліщів, невеличких членистоногих, лускокрилих.
Парування відбувається з кінця квітня до початку вересня. Крик самця нагадує голос лами. Самиця відкладає у середньому 40 яєць, іноді їх — до 90—150. Протягом 3 днів робить декілька кладок, іноді загальна чисельність відкладених яєць з усіх кладок становить 800 шт. пуголовки харчуються планктоном. Їх метаморфоз триває 23—67 діб.

## Розповсюдження
Мешкає у штатах США: Техасі, Вірджинії, Північній та Південній Каролінах, Джорджії, Флориді, Міссурі, Луїзіані, Алабамі.